# Людин кінець

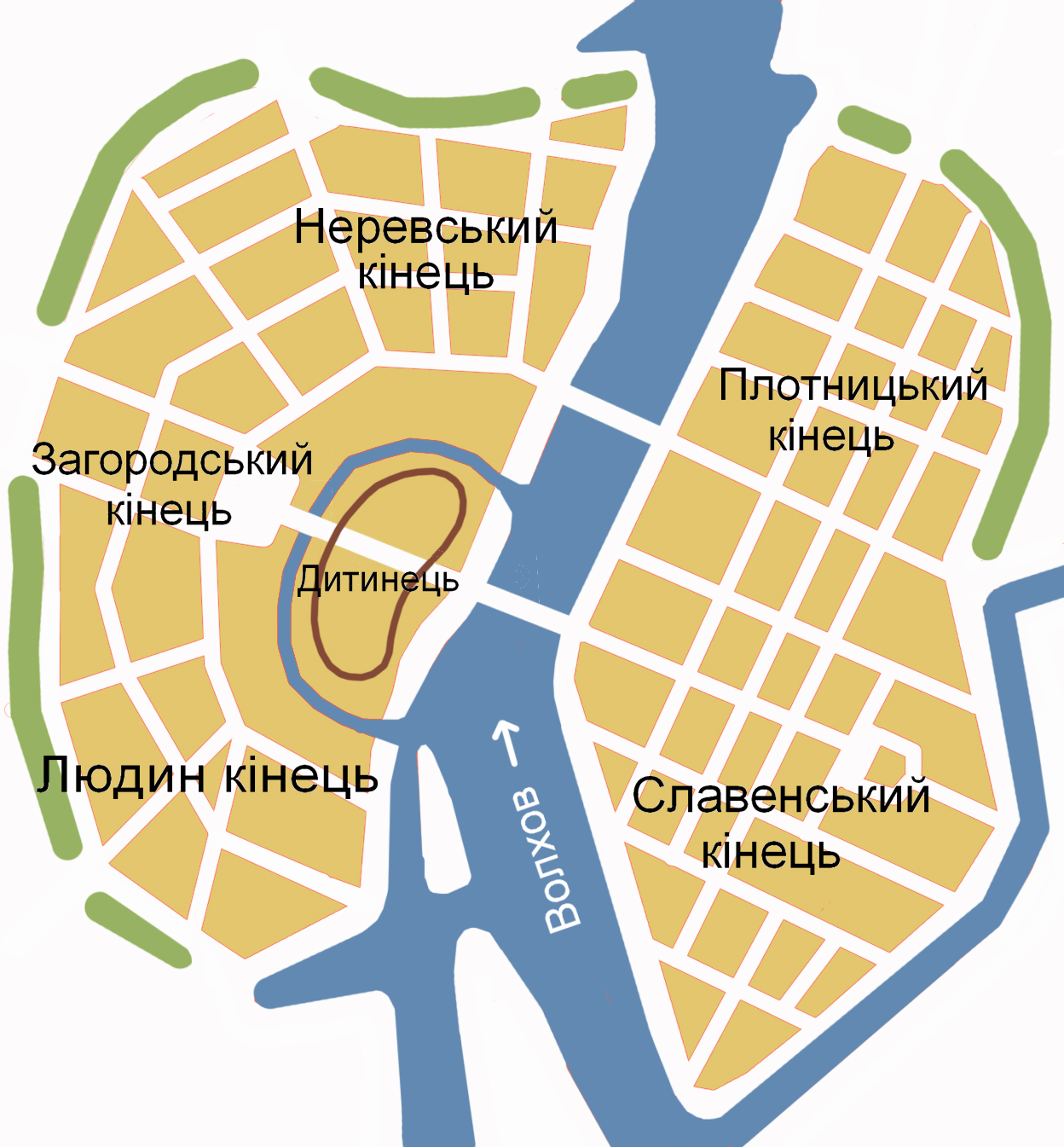
Історичний центр Великого Новгорода

Лю́дин (Гончарський) кінець — один з п'яти кінців (районів) давнього Новгорода. У ранній час — один з трьох, з Неревським і Славенським, найдавніших кінців, на основі яких згодом сформувався місто. Розташовувався з південної-південно-західного боку новгородського Дитинця.
Вперше кінець згадано в літописі 1094 року. У 2005 році було знайдено берестяну грамоту № 954, де є фраза: «А еси посоромилъ коньць въхъ Людинь», тобто «ти посоромив увесь Людин кінець». Вона свідчить, що назва існувала ще на 70 років раніше (попередня дата грамоти — 1-ша чверть XII століття). Назва «Людин(ь)» походить з глибокої давнини, коли словом «люди», на противагу знатному стану, назвали звичайних вільних містян.

## Історія
Головною вулицею Людина кінця була існуюча і сьогодні вулиця Прусська. Із записів у писарських книгах відомо, що в XVI столітті по Людину кінцю проходили також вулиці: Добриня, Волосова, Черніцин, Рядітіна, Воздвиженська, Лукіна. З Дитинця через проїжджу Спаську башту в Людин кінець виходила вулиця Піскупля, яка переходила потім на вулицю Добриня.
Назва Волосової вулиці походить від імені слов'янського бога Велеса. Передбачається, що на місці побудованої в 1184 році дерев'яної церкви Власія раніше знаходилося святилище Велеса, від якого християнський Власій успадкував основні риси.
Віче Людина кінця збиралося біля церкви Бориса і Гліба в Дитинці.
Перша згадка про людинських бояр відноситься до 1094 року, коли Завида Остромировича з неревських бояр  змінив Петрята з Людиного кінця,якого поставив князб Давид Святославич. Втім до 1096 року Петряту змінили інші людинські бояри Миронег, САва і Улеб. Після вигнання князя Давида з Новгорода людинці втрачають владу у Новгороду на користь неревських бояр. У 1118 році виник конфлікт з неревськими і славенськими боярами через худобу. 1125 року людинські бояри оголосили Івана, сина Всеволода Мстиславича Новгородським князем, але ззанали поразки у 1227 році, внаслідок чого до влади знову прийшли неревські бояри.
З 1134 року людинські боярина чолі із Павлом стали спиратися на підтримку князя Всеволода Мстиславича, що турбувався через значний вплив неревлян. 1134 року вперше посадником стає людинець Іванко Павлович, але вже 1135 року втратив владу. З 1141 року син останнього Судила Іванкович знову стає посадником. Він діяв спільно з іншим людинським боярином Нежатою Твердятичем, які керували містом з деякими перервами до 1161 року.
1167 року Якун з Прусської вулиці стає посадником. При цьому відбувається фактичний поділ людинського боярська власне на людинців та прушан (з Прусської вулиці). Якуна змінив Жирослав з людинців, що чолив боротьбу проти неревлян. 1176 року людинських і неревських бояр відстороняє від влади керівник прушан Михалко Степанич, що очолив боротьбу за владу в Новгороді. 1189 року людинці на чолі із Мирошкою Несдиничем захоплюють владу, встановлюючи своєрідну диктатуру. Йому спадкував син Дмитро Мирошкинич, якого було повалено 1207 року внаслідок повстання прушан і неревлян.
Владу знову перебрали прушани на чолі із Твердиславом. Діяв спільно з Дмитром Якуничем, зберігая владу до 1220 року (за винятком декількох місяців 1219 року, коли посадником став славенський боярин Семен Борисович). 1229 року в союзі з прушанами людинці виганяють неревських бояр, але за підтримки князя Михайла Всеволодовича посадником стає славенський боярин Внєзд Водовик. Але 1230 року, скориставшись відсутністю князя Михайла прушани і людинці на чолі із Степаном Твердиславичем знову захоплюють владу. За його наступника Сбислава Якуновича зміцнюється влада прушан, оскільки неревські бояри повністю відсторонені від влади.
1257 року за підтримки князя Олександра Ярославича людинські і прушанські бояри відсторонюються від провідних посад. З цього моменту владу в Новогороді знову перехоплюють неревські бояри. До початку XIV ст. вплив людинського боярства остаточно занепадає.

## Археологічні розкопки
Найдавніші матеріали — ріг Пробойної та Черничної вулиць — датуються 930-ми роками.

## Сучасність
Сьогодні на території Людина кінця розташовані: Десятинний монастир, Алексіївська башта; церкви: Троїцька, Власія. Основні вулиці: Прусська, Мерецкова-Волосова, Троїцька-Пробойна, Десятинна, Каберова-Власьевская, Орловська.

## Примитки
1. ↑  Церква Власія. Архів оригіналу за 30 січня 2010. Процитовано 3 червня 2010.
2. ↑  Янін В. Л., Алешковський М. X. Походження Новгорода. Архів оригіналу за 31 грудня 2007. Процитовано 3 червня 2010.
3. ↑  Войтович Л. Гольмґард: де правили руські князі Святослав Ігоревич, Володимир Святославич та Ярослав Володимирович? // Український історичний журнал. — К., 2015. — № 3 (522) за травень-червень. — С. 39. ISSN 0130-5247